# أهل الحديث (حركة)
أهل الحديث هي حركة دينية ظهرت في شمال الهند في منتصف القرن التاسع عشر من عقائد سيد نذير حسين وصديق حسن خان. يصرح أتباع أهل الحديث بأن لديهم نفس وجهات نظر حركة أهل الحديث المبكرة.

## شخصيات أهل الحديث البارزة

### علماء الدين
- محمد نذير حسين الدهلوي
- محمد صديق خان
- عبد الله الغزنوي
- محمد حسين البتالوي
- ثناء الله الآمر تسري
- شمس الحق العظيم آبادي
- عبد الرحمن الفريوائي
- زبير علي زئي
- محمد إسحاق المدني
- أسد الله الغالب

### سياسيون
- إحسان إلهي ظهير
- ساجد مير
- حافظ سعيد
- عبد الرحمن المكي
- جميل الرحمن